# Luz Stella Luengas
Luz Stella Luengas Díaz (Medellín Antioquia, 13 de febrero de 1962) es una actriz colombiana, más conocida por su papel de Ana María Franco en la serie Padres e hijos  

## Filmografía

### Televisión
- La primera vez (2024-2025) — Lucero Suárez
- Hasta que la plata nos separe (2022) — Juez Karina Marin
- Enfermeras (2021-2022) — Lucero
- Operación pacifico (2020) — Rosa
- Más allá del tiempo (2019) — Doña Bertha (Ep: Madre Laura)
- Las muñecas de la mafia 2 (2019) — Doña Alexandra
- María Magdalena (2018-2019) — Jael
- Distrito Salvaje (2018) — (Aparición especial)
- La ley del corazón (2017-2019) — Teresa De Rivera
- Cuando vivas conmigo (2016-2017) — Dalila Romero
- Yo soy Franky (2015) — Directora Agatha Conde
- La esquina del diablo (2015) — Ofelia Arenas
- ¿Quién mató a Patricia Soler? (2015) — Socorro
- 5 viudas sueltas (2013) — Betty
- Tres Caínes (2013) — Rosa Gil de Castaño
- La ruta blanca (2012)
- Tres Milagros (2011) — Dioselina de Rendón
- Los canarios (2011)
- Confidencial (2011)
- El clon (2010) — Zoraida Perdigon
- Gabriela, giros del destino (2009) — Olga de Rueda
- La traición (2008) — Esther de Obregón
- Madre Luna (2007) — Irene Márquez
- Te voy a enseñar a querer (2004) — Clementina Divas
- La venganza (2002-2003) — Yolanda Díaz
- Luzbel está de visita (2001) — Paulina Estrada ( villana principal )
- Entre amores (2000)
- La reina de Queens (2000)
- Yo amo a Paquita Gallego (1998) — Tatiana Martín
- Las aguas mansas (1994) — María Josefa de la Santísima Trinidad “Pepita” Ronderos
- Padres e hijos (1993–1998) — Ana María Franco
- ¿Por qué mataron a Betty si era tan buena muchacha? (1990-1991) — Fabiola Alarcón

## Cine
- Lokillo en: Mi otra yo[3] (2021)
- Postales colombianas (2011)
- Infraganti (2009)
- Ni te cases ni te embarques (2008)
- A veces sueño (2007)
- De la ausencia (2007)
- Fiebre de tango (2007)
- Al otro lado de la ventana (2006)
- La voz de las alas (2005)
- Karma (2004)
- El Cristo de Plata (2004)
- La fiesta de Quince (2003)
- Visitas (2003)
- Te busco (2002)
- Zapping (2000)
- Es Mejor ser Rico que Pobre (1999)
- Calibre 35 ( 1998)
- Billete es lo que hay (1997)
- Lecciones Barrocas (1996)
- La historia de Jhonny (1995)

## Teatro
- Cómo aprendí a manejar
- La mosca
- Emisiones de medianoche
- Serenata cross-over
- In-Habitados

## Premios y nominaciones

### Premios India Catalina
| Año  | Categoría                               | Telenovela o serie                                  | Resultado |
| ---- | --------------------------------------- | --------------------------------------------------- | --------- |
| 1990 | Mejor actriz de reparto                 | ¿Por qué mataron a Betty si era tan buena muchacha? | Nominada  |
| 1990 | Mejor actriz o actor revelación del año | ¿Por qué mataron a Betty si era tan buena muchacha? | Nominada  |

### Premios TVyNovelas
| Año  | Categoría                            | Telenovela o serie | Resultado |
| ---- | ------------------------------------ | ------------------ | --------- |
| 1999 | Actriz protagónica de serie favorita | Padres e hijos     | Nominada  |

### Premios Macondo
| Año  | Categoría              | Película             | Resultado |
| ---- | ---------------------- | -------------------- | --------- |
| 2012 | Mejor Actriz Principal | Postales Colombianas | Nominada  |